# Ercole (singolo)
Ercole è un singolo del cantautore italiano Ermal Meta, pubblicato il 12 aprile 2019 come secondo estratto dal primo album dal vivo Non abbiamo armi - Il concerto.

## Formazione
Musicisti
- Ermal Meta – voce, sintetizzatore
- Emiliano Bassi – batteria
- Silvia Ottanà – basso
- Stefano Milella – sintetizzatore, tastiera, programmazione
- Roberto Cardelli – sintetizzatore
- Cristian Milani – sintetizzatore, programmazione
- Michele Quaini – chitarra

Produzione
- Ermal Meta – produzione, registrazione
- Cristian Milani – produzione, missaggio
- Simone Bertolotti – registrazione
- Antonio Baglio – mastering

## Classifiche
| Classifica (2019)         | Posizione massima |
| ------------------------- | ----------------- |
| Italia (airplay)          | 50                |
| Italia (airplay italiane) | 38                |